# Scialle nero
Scialle nero è una novella, suddivisa in cinque parti, di Luigi Pirandello. Fu composta forse nel 1900, e dà il titolo alla prima raccolta pubblicata nel 1922 delle Novelle per un anno.

## Trama
Eleonora Bandi è molto stimata dagli abitanti della sua città in virtù dei sacrifici che ha fatto per far studiare il suo giovane fratello Giorgio, orfano dei genitori, assieme ad un suo amico coetaneo, Carlo D’Andrea, anch'egli orfano. Uno diventa avvocato, l'altro medico. A 40 anni Eleonora si ritrova sola e piena di rimpianti. Va a vivere in una villa di campagna che il fratello ha acquistato e, per sfuggire alla noia, aiuta nello studio il figlio dei mezzadri, Gerlando, un ragazzo di 19 anni. Il giovane tuttavia un giorno le usa violenza sessuale e la lascia incinta: Giorgio pretende un matrimonio riparatore. Eleonora e Gerlando allora si sposano, ma la loro nuova vita non è felice: la donna abortisce e rimane per qualche tempo in fin di vita, mentre Gerlando abbandona la scuola e si allontana dalla sua famiglia. Nel tragico finale Gerlando cerca nuovamente di usare violenza ad Eleonora: ne provocherà la morte, facendola cadere da una scogliera.

## I personaggi
- Giorgio Bandi e Carlo D'Andrea

- Eleonora Bandi

Era infatti un donnone che non finiva mai; ma aveva tuttavia dolcissimi i lineamenti del volto, e l'aria ispirata di quegli angeloni di marmo che si vedono nelle chiese, con le tuniche svolazzanti. E lo sguardo dei begli occhi neri, che le lunghe ciglia quasi vellutavano, e il suono della voce armoniosa pareva volessero anch'essi attenuare, con un certo studio che le dava pena, l'impressione d'alterigia che quel suo corpo così grande poteva destare sulle prime; e ne sorrideva mestamente. Sonava e cantava, forse non molto correttamente ma con foga appassionata. Se non fosse nata e cresciuta fra i pregiudizii d'una piccola città e non avesse avuto l'impedimento di quel fratellino, si sarebbe forse avventurata alla vita di teatro. Era stato quello, un tempo, il suo sogno; nient'altro che un sogno però. Aveva ormai circa quarant'anni. La considerazione, del resto, di cui godeva in paese per quelle sue doti artistiche la compensavano, almeno in parte, del sogno fallito, e la soddisfazione d'averne invece attuato un altro, quello cioè d'avere schiuso col proprio lavoro l'avvenire a due poveri orfani, la compensavano del lungo sacrifizio di se stessa.»
- il mezzadro

- Gerlando

A forza d'acqua, ogni mattina, riusciva a rassettarsi i capelli ispidi, a tirarvi una riga da un lato; ma poi quei capelli, rasciugati, gli si drizzavan compatti e irsuti di qua e di là, come se gli schizzassero dalla cute del cranio; anche le sopracciglia pareva gli schizzassero poco più giù dalla fronte bassa, e già dal labbro e dal mento cominciavano a schizzare i primi peli dei baffi e della barba, a cespuglietti. Povero Gerlando! faceva compassione, così grosso, così duro, così ispido, con un libro aperto davanti. Il padre doveva sudare una camicia, certe mattine, per scuoterlo dai saporiti sonni profondi, di porcellone satollo e pago, e avviarlo ancora intontito e barcollante, con gli occhi imbambolati, alla vicina città; al suo martirio.»

## L'evento: il matrimonio
Parve che tutti provassero un gran piacere nel far pubblicamente strazio dell'ammirazione, del rispetto per tanti anni tributati a quella donna; come se tra l'ammirazione e il rispetto, di cui non la stimavano più degna, e il dileggio, con cui ora la accompagnavano a quelle nozze vergognose, non ci potesse esser posto per un po' di commiserazione.
La commiserazione era tutta per il fratello; il quale, s'intende, non volle prender parte alla cerimonia. Non vi prese parte neanche il D'Andrea, scusandosi che doveva tener compagnia, in quel triste giorno, al suo povero Giorgio.
Un vecchio medico della città, ch'era già stato di casa dei genitori d'Eleonora, e a cui il D'Andrea, venuto di fresco dagli studii, con tutti i fumi e le sofisticherie della novissima terapeutica, aveva tolto gran parte della clientela, si profferse per testimonio e condusse con sé un altro vecchio, suo amico, per secondo testimonio.
Con essi Eleonora si recò in vettura chiusa al Municipio; poi in una chiesetta fuorimano, per la cerimonia religiosa.
In un'altra vettura era lo sposo, Gerlando, torbido e ingrugnato, coi genitori.
Questi, parati a festa, stavano su di sé, gonfi e serii, perché, alla fin fine, il figlio sposava una vera signora, sorella d'un avvocato, e gli recava in dote una campagna con una magnifica villa, e denari per giunta. Gerlando, per rendersi degno del nuovo stato, avrebbe seguitato gli studii. Al podere avrebbe atteso lui, il padre, che se n'intendeva. La sposa era un po' anzianotta? Tanto meglio! L'erede già c'era per via. Per legge di natura ella sarebbe morta prima, e Gerlando allora sarebbe rimasto libero e ricco.»

## Edizioni
- Luigi Pirandello, Novelle per un anno, Prefazione di Corrado Alvaro, Mondadori 1956-1987, 2 volumi. 0001690-7
- Luigi Pirandello, Novelle per un anno, a cura di Mario Costanzo, Prefazione di Giovanni Macchia, I Meridiani, 2 volumi, Arnoldo Mondadori, Milano 1987 EAN: 9788804211921
- Luigi Pirandello, Tutte le novelle, a cura di Lucio Lugnani, Classici Moderni BUR, Milano 2007, 3 volumi.
- Luigi Pirandello, Novelle per un anno, a cura di S. Campailla, Newton Compton, Grandi tascabili economici.I mammut, Roma 2011 Isbn 9788854136601
- Luigi Pirandello, Novelle per un anno, a cura di Pietro Gibellini, Giunti, Firenze 1994, voll. 3.